# 라트남 SC
라트남 SC(Ratnam SC)는 스리랑카 콜롬보를 연고로 하는 프로 축구 팀이다. 현재 킷 프리미어리그에 소속되어 있다.

## 역대 성적

### 국내 대회
- 킷 프리미어리그

우승 (5회): 1998, 2000, 2007, 2008, 2012
- 스리랑카 FA컵

우승 (6회): 2000, 2002, 2004, 2005, 2006, 2009
- 챔피언 오브 챔피언스 트로피

우승: 2004
틀:스리랑카 슈퍼리그